# Punk Goes Pop 5
| Recensione | Giudizio |
| ---------- | -------- |
| AllMusic   |          |

Punk Goes Pop 5 è il tredicesimo album compilation della serie Punk Goes... edita dalla Fearless Records e formata da cover di canzoni di vari artisti pop. È uscito il 6 novembre 2012.

## Tracce
| #   | Titolo                         | Artista                                             | Artista originale                             | Durata |
| --- | ------------------------------ | --------------------------------------------------- | --------------------------------------------- | ------ |
| 1.  | "Grenade"                      | Memphis May Fire                                    | Bruno Mars                                    | 3:41   |
| 2.  | "Call Me Maybe"                | Upon This Dawning                                   | Carly Rae Jepsen                              | 3:28   |
| 3.  | "Somebody That I Used to Know" | Mayday Parade feat. Vic Fuentes dei Pierce the Veil | Gotye featuring Kimbra                        | 3:25   |
| 4.  | "Glad You Came"                | We Came as Romans                                   | The Wanted                                    | 3:03   |
| 5.  | "Some Nights"                  | Like Moths to Flames                                | fun.                                          | 4:40   |
| 6.  | "Billie Jean"                  | Breathe Carolina                                    | Michael Jackson                               | 4:02   |
| 7.  | "We Found Love"                | Forever the Sickest Kids                            | Rihanna feat. Calvin Harris                   | 4:21   |
| 8.  | "Boyfriend"                    | Issues                                              | Justin Bieber                                 | 3:15   |
| 9.  | "Girls Just Want to Have Fun"  | The Maine feat. Adam Lazzara dei Taking Back Sunday | Cyndi Lauper                                  | 4:50   |
| 10. | "Payphone"                     | Crown the Empire                                    | Maroon 5 featuring Wiz Khalifa                | 4:15   |
| 11. | "Paradise"                     | Craig Owens                                         | Coldplay                                      | 3:55   |
| 12. | "Mercy"                        | The Word Alive                                      | Kanye West feat. Big Sean, Pusha T e 2 Chainz | 5:24   |
| 13. | "Ass Back Home"                | Secrets                                             | Gym Class Heroes feat. Neon Hitch             | 3:48   |